# San Salvatore de Porta

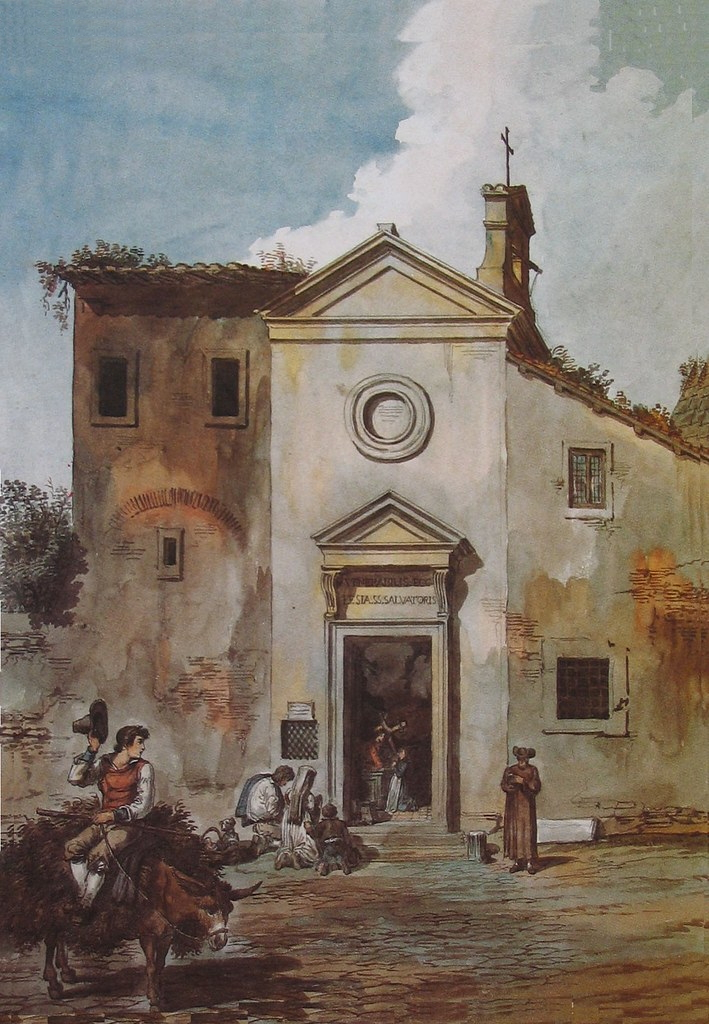
Vista da igreja numa pintura de Achille Pinelli (1834).

San Salvatore de Porta era uma igreja que costumava ficar do lado oeste da Via Ostiense logo ao sul da Porta San Paolo, no quartiere Ostiense de Roma, do lado de fora da Muralha Aureliana. Era dedicada a Jesus Cristo sob o título de "Salvador". Foi demolida em 1849.

## História

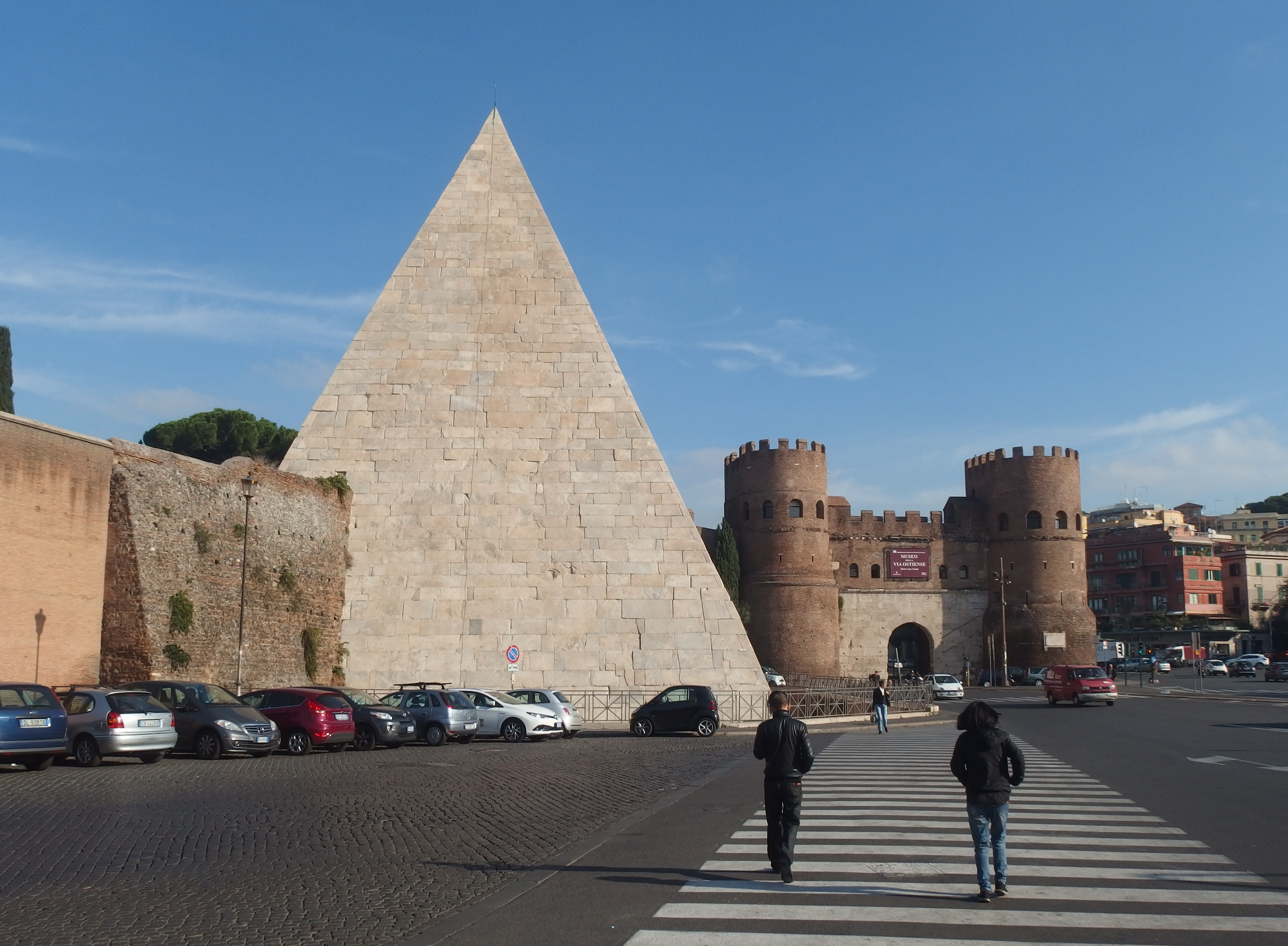
Vista atual do local.

A primeira indicação da origem desta igreja é uma inscrição danificada encontrada na cripta da igreja de San Saba, datada entre os séculos IX e XI. O texto é parte de uma bula papal, mas o nome do papa se perdeu, e nele se lê: "+ GGS EPS Servus Servorum dilecto filio nostro Eugenio, a nobis consecrato Egumeno, in subscripto loco qu[a]e nominat cella muroniana super portam beati Pauli apostoli ubi est ecclesia reco[g]nita ad honore imaginis Domini Dei..." ("O servo dos servos [o papa] para o nosso dileto filho Eugênio, consagrado hegúmeno por nós mesmos, no local mencionado [está] a cela monástica mencionada, no muro além do portão do santo apóstolo Paulo, onde há uma igreja reconhecida para honrar uma imagem do Senhor Deus [Jesus]..."). Ou seja, havia uma cela de um eremita numa das torres e a existência de restos de um rico ciclo de afrescos na torre leste indica que ali era o local onde um venerado ícone de Jesus era exposto para os fiéis. A palavra "hegúmeno" é utilizada ao invés de abade por que o Mosteiro de San Saba, encarregado do local, seguia o rito bizantino na época.
A igreja parece ter sido construída como parte deste pequeno complexo monástico focado na Porta San Paolo e pode ter sido originalmente erigido sobre um túmulo subterrâneo. Ela foi mencionada pela primeira vez numa bula do papa Gregório VII, no século XI, e certamente havia outros edifícios do mesmo conjunto entre a igreja e a Porta. No mesmo século, o complexo foi mencionado como tendo sido entregue ao mosteiro de Sant'Alessio all'Aventino.
Esta igreja está listada no Catálogo de Turim, de 1320, como estando sem um sacerdote e servindo, na época, a uma população muito diminuta numa área completamente rural, pois já não havia mais nenhuma presença monástica na região. Ela então reverteu para a propriedade de San Saba, um fato conhecido porque, por volta de 1600, ela é listada entre as propriedades do Collegium Germanicum et Hungaricum, proprietário de San Saba desde 1573.
No século XVII o edifício foi reconstruído, mas a igreja acabou demolida em 1849 por ordem do governo republicano revolucionário para deixar aberto o campo de fogo a partir da Porta San Paolo durante os preparativos para um já previsto ataque do exército francês que vinha para salvar o governo papal. Ainda que tivesse sobrevivido, ela provavelmente seria demolida durante as obras de alargamento da via mais tarde no século XIX: o local onde a igreja ficava está hoje debaixo da Via Ostiense.

## Descrição

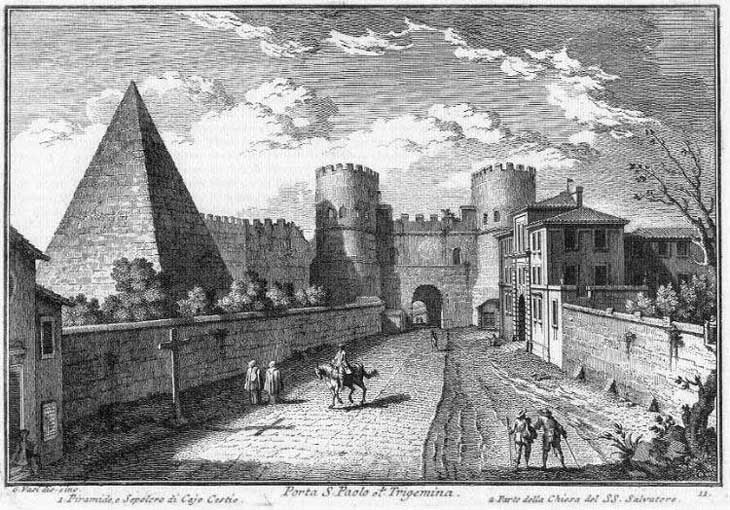
Nesta gravura de Giuseppe Vasi (1747) mostrando a chegada da Via Ostiense até a Porta San Paolo. A igreja é parcialmente visível na extremidade esquerda.

Esta era uma igreja muito pequena, com uma planta baseada num retângulo simples com uma abside no formato de um segmento de círculo. A pintura de Achille Pinelli (1834) mostra uma fachada simples com um portal com um frontão triangular projetado e assentado sobre corbéis. No espaço entre eles está a inscrição dedicatória (SS Salvatoris). Acima ficava um tondo com um uma moldura destacada curva com uma inscrição (perdida); no alto da fachada ficava um outro frontão similar ao primeiro. A igreja contava também com um pequeno campanário ou um gablete, com um frontão triangular e uma abertura arqueada para um único sino do lado direito do teto.

### Identificações incorretas
A identificação desta igreja como San Salvatore de Marmorata é incorreta. Além disto, esta igreja foi confundida por Mariano Armellini com uma outra, mais antiga e também demolida, chamada Sant'Euplo. Esta foi fundada pelo papa Teodoro I (r. 642-649) e tinha um mosteiro anexo. Ela desapareceu dos catálogos por volta de 1400, o que indica que tenha sido destruída. Como provou Christian Hülsen, Armellini cometeu alguns erros a respeito das duas igrejas, alegando em primeiro lugar que o mosteiro era um grande hospital e, depois, que ambas as igrejas teriam sobrevivido até meados do século XIX. Ambas as afirmações são incorretas, assim como a identificação de Sant'Euplo com San Salvatore.